# Полухин, Владимир Фёдорович
Влади́мир Фёдорович Полу́хин (1886 — 20 сентября 1918) — российский советский политический деятель, участник Октябрьской Социалистической революции и Гражданской войны в России, участник штурма Зимнего дворца.

## Биография
Родился 2 июля 1886 года в городе Жиздра Калужской губернии.
По специальности электромонтер. В сентябре 1907 года призван в Балтийский флот и назначен в класс гальванёров учебно-артиллерийского отряда.
В январе 1909 года зачислен на крейсер «Адмирал Макаров», где познакомился с большевиками-подпольщиками и вступил на путь революционной борьбы. 25 апреля 1913 года списан с флота за революционную деятельность.
До начала Первой мировой войны работал в Ревеле на вагоностроительном заводе. В июле 1914 года снова мобилизован, распределён на линкор «Гангут». В октябре 1915 года арестован, как «неблагонадежный» разжалован из унтер-офицеров в рядовые и переведён с Балтийского флота в команду службы связи Белого моря.
В феврале 1917 года выбран моряками в Мурманский городской совет, где возглавил культурно-воспитательный сектор. Принимал активное участие в выпуске «Мурманских известий» — первой советской газеты на Севере.
В конце мая 1917 года избирается членом Центрального комитета Флотилии Северного Ледовитого океана и одновременно членом Архангельского исполкома. 3 августа направлен в Центральный комитет Всероссийского военного флота. Входил в большевистскую секцию Центрофлота. В сентябре объезжал корабли в Ревеле и Гельсингфорсе и проверял готовность команд к вооруженному восстанию, разъясняет директивные документы Центрального Комитета партии. Был делегатом II съезда представителей Балтийского флота.
После Октябрьской революции руководил отрядами революционных моряков Балтийского флота.
На I Всероссийском съезде моряков военного флота был избран в законодательный совет Морского ведомства при ВЦИК. Как председатель этого совета, участвовал в совещаниях народных комиссаров под председательством В. И. Ленина.

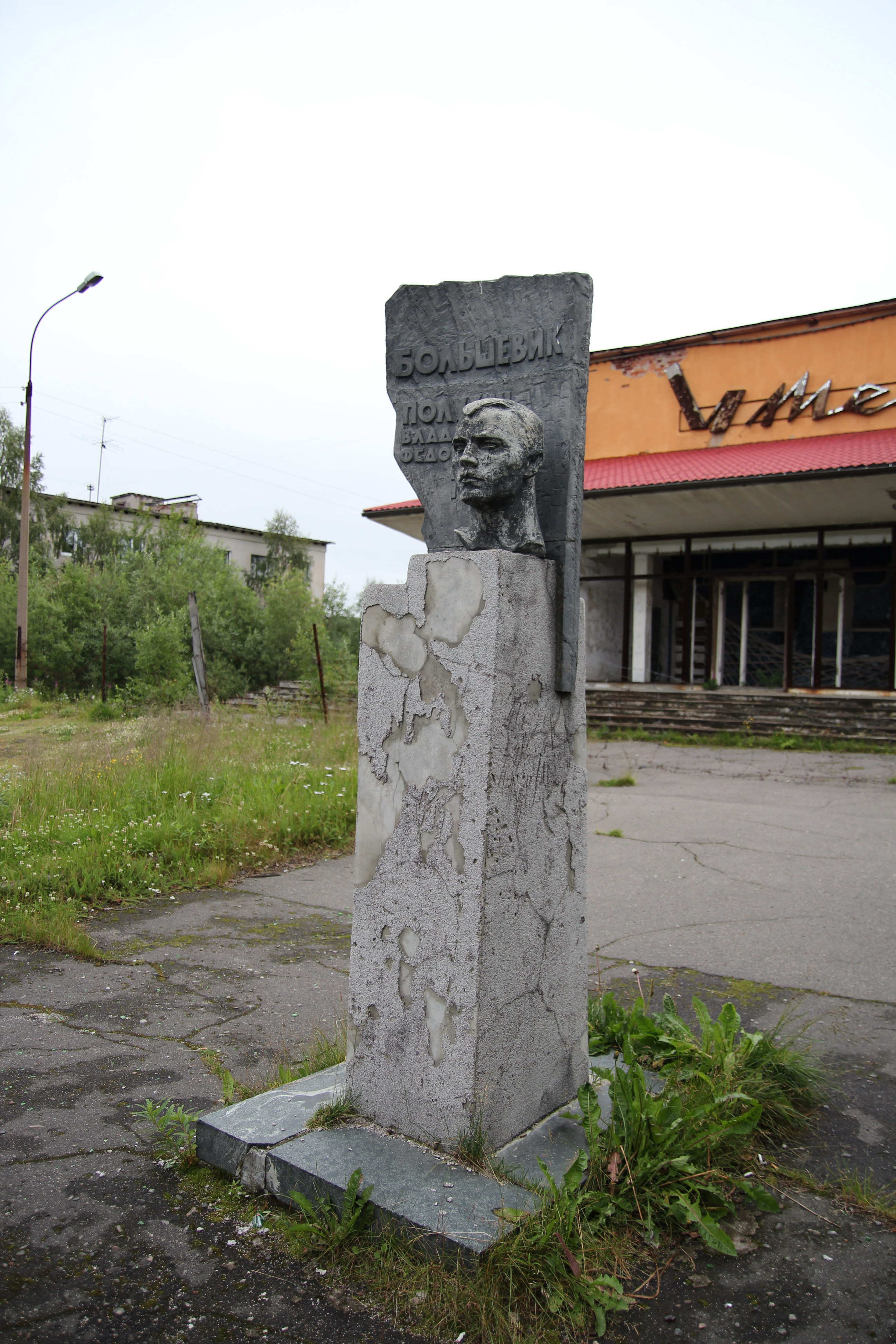
Памятник Полухину в Мурманске

Продолжал поддерживать связи с революционными моряками Мурманска, информировал их о событиях, происходящих в столице, получал вести из Заполярья.

Мемориальная доска на стене дома в Баку, расположенном на улице Муртуза Мухтарова, носившей ранее имя Владимира Полухина

В апреле 1918 года назначен комиссаром особых поручений при коллегии Народного комиссариата по морским делам. В июле 1918 года направлен в Азербайджан. Вместе с Эйженом Бергом успешно проводит слияние Астраханской и Каспийской флотилий, вливает в командный состав судов большевистское пополнение с Балтики.
После падения Бакинской коммуны активных коммунистических деятелей арестовали английские интервенты и белогвардейцы. По дороге в Баиловскую тюрьму Полухин сумел переслать в Морскую коллегию телеграмму:
Турки в 5 верстах. Совнарком сложил полномочия. Шаумян, Петров с отрядами и эшелонами арестованы. Объявлена диктатура в составе пяти. Ориентация английская…
Расстрелян 20 сентября 1918 года в числе 26 бакинских комиссаров на 207-й версте между станциями Ахча-Куйма и Перевал (ныне — на территории Балканского велаята, Туркменистан).

## Память
Имя Полухина носили улицы в Баку, Астрахани и носит улица в Мурманске.
14 апреля 1960 года морской тральщик проекта 254 «Т-6» Каспийской военной флотилии получил название «Владимир Полухин», списан в 1984 году.

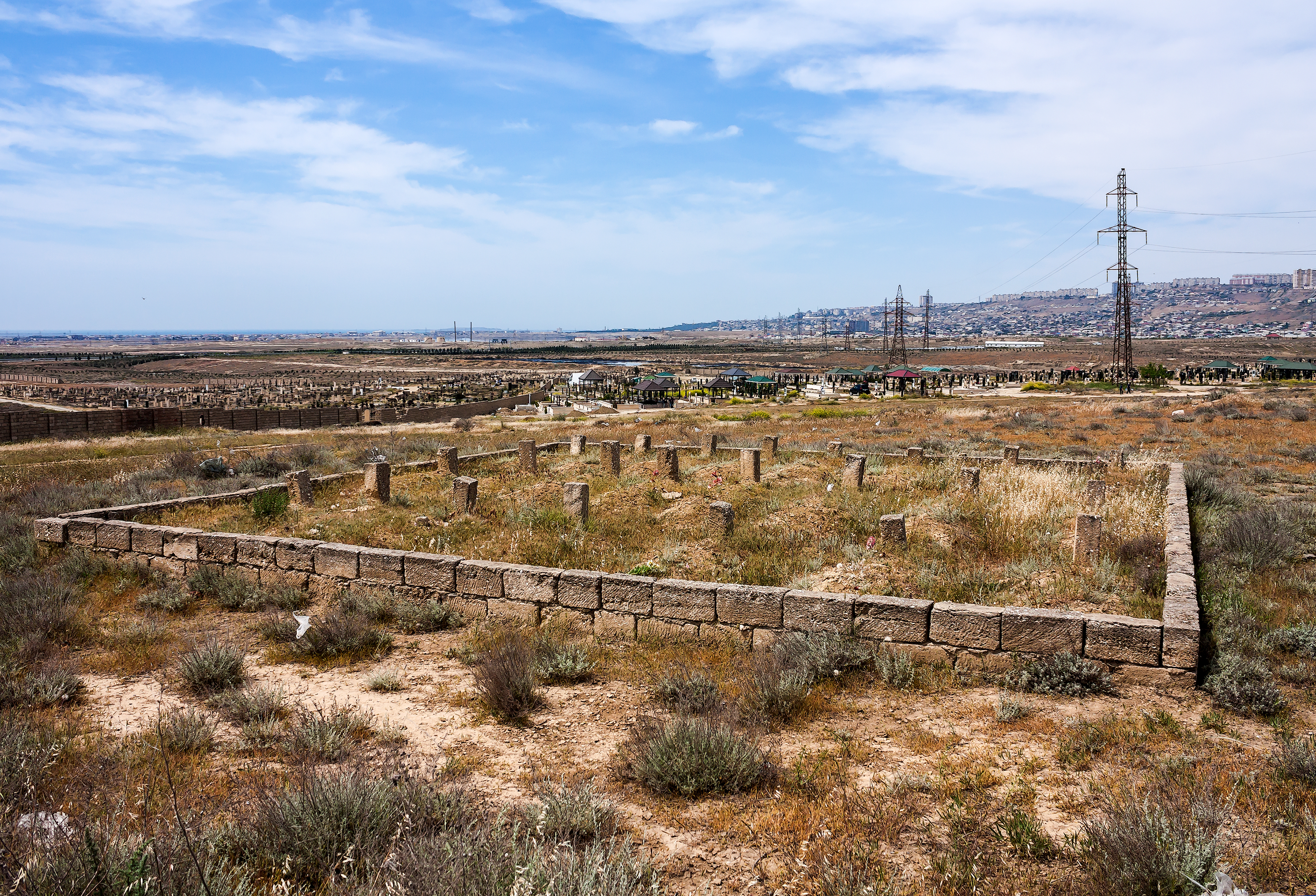
Могила 26 Бакинских комиссаров. Говсанское кладбище, 09 мая 2017 г.

## Владимир Фёдорович Полухин в искусстве
Владимир Федорович Полухин является одним из героев романов «Из тупика» и «Моонзунд» Валентина Пикуля.